# 伊格爾·皮卡斯西亞奇
伊格爾·皮卡斯西亞奇（羅馬尼亞語：Igor Picușceac；1983年3月27日—）是一位摩爾多瓦足球運動員。在場上的位置是前鋒。他現在效力於俄羅斯足球超級聯賽球隊彼爾姆安卡足球俱樂部。他也代表摩爾多瓦國家足球隊參賽。